# 瑪麗亞·安東妮婭·費迪南達
瑪麗亞·安東妮婭·費迪南達（英語：Maria Antonia Ferdinanda，1729年11月17日—1785年9月19日）是撒丁王国王后和西班牙公主。她的丈夫是撒丁国王维托里奥·阿梅迪奥三世。
瑪麗亞·安東妮婭·費迪南達是西班牙国王费利佩五世的幼女。1750年，她和萨伏依的维托里奥·阿梅迪奥结婚并诞下十二名孩子。